# Hunter TR-12
Hunter TR-12 — многоцелевой пехотный бронеавтомобиль, предназначенный для перевозки войск в опасные зоны.

## Дизайн
Отсек экипажа Hunter TR-12 установлен на автономном шасси. Он обеспечивает уровень защиты B6 (Стандарт EN 1063), предлагая защиту от винтовочного огня и засад. Каждая сторона корпуса оснащена двумя небольшими бронированными стеклами и бойницами. Две двери монтируются в передней части каждой стороны боевого отделения с небольшим окном и бойницей. На крыше Hunter TR-12 можно установить 360 градусную башню с пулеметом М60, пулемёт M2HB-QCB, или гранатомет Mk 19. Оружие может быть установлено на боевой модуль. Его шасси 4×4  и приспущенные шины могут преодолевать бездорожье. Машина имеет экипаж из двух человек и способна перевозить 10 солдат. Стандартная конфигурация имеет одно запасное колесо на задней панели и поставляется с поисковыми огнями и тепловой камерой. Она может быть дополнительно оснащена светомаскировкой, шноркелем, и передней лебёдкой.

## История
Hunter TR-12 был впервые представлен в 2011 году на Worldwide Exhibition of Internal State Security Milipol в Париже, Франция. В ноябре 2012 года в колумбийской армии выбрали его в качестве победителя своего Meteor MRAP. Есть тендер на 1500 автомобилей. Первый Hunter TR-12 был доставлен в декабре 2012 года, а второй был доставлен в июле 2013 года.

## Операторы

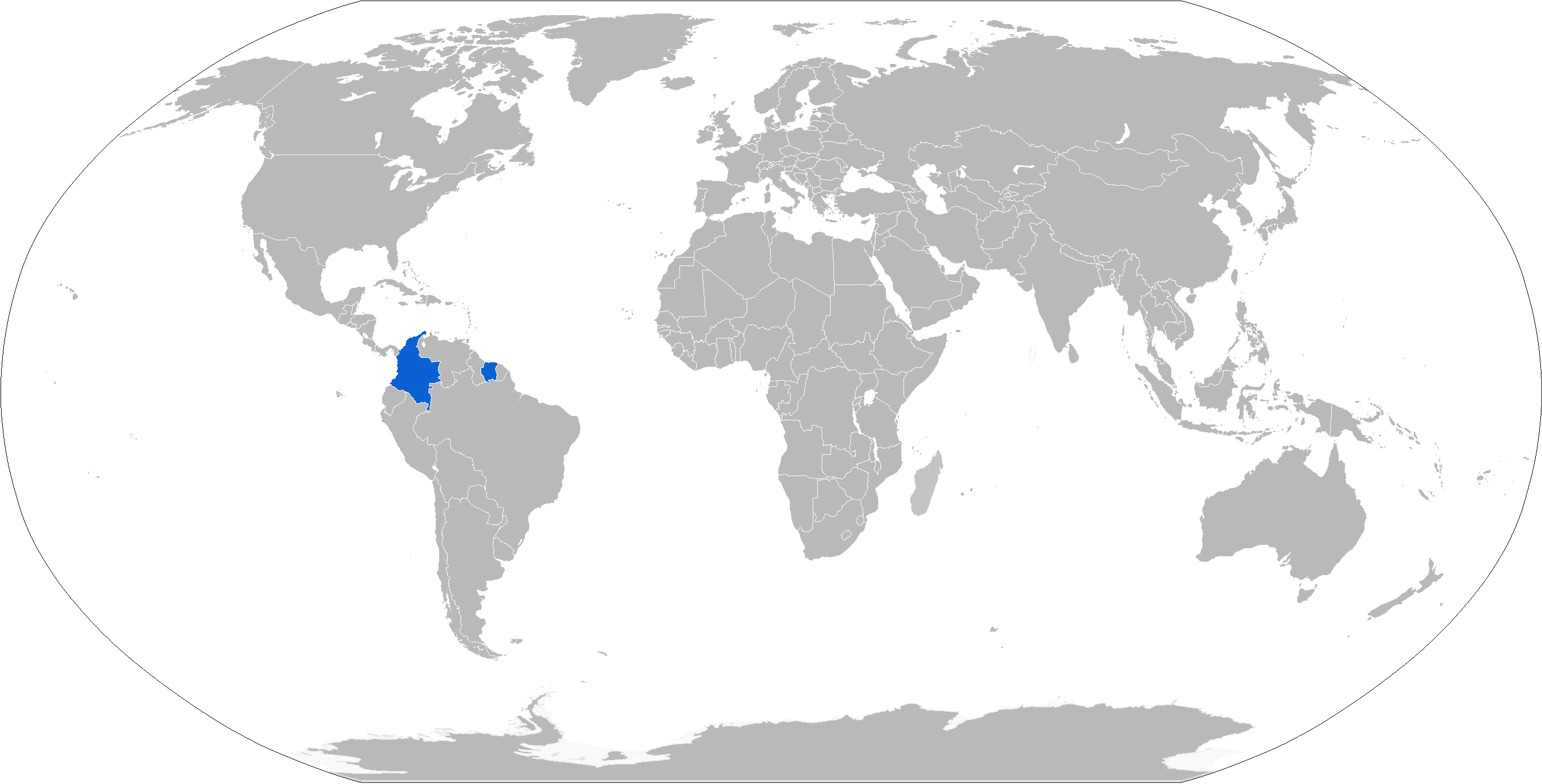
Синим обозначены операторы TR-12

- Колумбия[5]
- Суринам[6]

## Внешние ссылки
- Hunterarmor.com
- Armorinternational.com
- | Автомобиль | Это заготовка статьи об автомобилях. Помогите Википедии, дополнив её. |